# 通過算
通過算（つうかざん）は、算数において、速さを題材とした文章題のパターンの一つ。動く物が人などの点に近い物でなく列車、自動車などの奥行きが無視できない物については、橋やトンネルなどの入り始め・入り終わり・出始め・出終わりの時刻は一般に全て異なり、これらの導出についてをいう。

## 公式
通過の場合
通過の時間 = 建物と列車の長さの和/速さ
これを用いて解く。
証明
列車全体が建物内に入ってから、列車全体が建物外に出るまでにどのくらいの速さで進んだか。これで時間を求めるので、上記の公式になる。

## 通過旅人算
列車同士の追い越しやすれ違いも通過算ということもあるが、速さを足し引きする、いわゆる旅人算の応用であるからこれを区別して通過旅人算（つうかたびびとざん）と呼ぶこともある。

### 公式
追い越す場合
追い越す時間 = 列車どうしの長さの和/速さの差
すれ違う場合
すれ違う時間 = 列車どうしの長さの和/速さの和

### 証明
一方の列車全体がもう一方の列車全体に完全に重なってから、完全に離れるまでにどのくらいの速さで進んだか。これで時間を求めるので、上記の公式になる。